# Xu Jinglei
Xu Jinglei (chinesisch 徐静蕾; * 16. April 1974 in Peking) ist eine chinesische Schauspielerin, Regisseurin und Redakteurin.

## Leben und Karriere
Xu Jinglei absolvierte 1997 die Pekinger Filmakademie.

## Filmografie (Auswahl)
- 1997: Aiqing mala tang
- 1998: Fung wan: Hung ba tin ha
- 2000: Sai gei chi chin (Fernsehserie)
- 2002: Hua yan
- 2002: Kaiwang chuntian de ditie
- 2002: Wo de mei li xiang chou
- 2003: Wo ai ni
- 2003: Shuang xiong
- 2003: Wo he ba ba
- 2004: Xiong di
- 2004: Zui hou de ai, zui chu de ai
- 2004: Yi ge mo sheng nu ren de lai xin
- 2006: Meng xiang zhao jin xian shi
- 2006: Seung sing
- 2007: The Warlords (Tau ming chong)
- 2009: Stadt der Gewalt
- 2010: Du Lala sheng zhi ji
- 2011: Jiang Ai
- 2011: Dual Crisis